# Makoko
Makoko là một khu ổ chuột nằm ở Lagos, Nigeria. Hiện nay, dân số của nó ước đạt 85.840 người. Tuy nhiên, khu vực này không được tính là một phần của điều tra dân số năm 2007 và dân số hiện nay ước đạt cao hơn nhiều. Được thành lập vào thế kỷ 18 như một làng chài, những ngôi nhà tại Makoko có cấu trúc xây dựng trên những sàn móng tại đầm phá Lagos. Hiện nay, khu vực này chủ yếu là tự trị với sự hiện diện rất hạn chế của chính phủ trong cộng đồng. An ninh địa phương được thực hiện bởi những chàng trai của khu ổ chuột này. Trong tháng 7 năm 2012, chính phủ Nigeria đã phá hủy hàng chục ngôi nhà sau khi những cư dân bị thông báo trục xuất sau 72 giờ. Một cư dân đã bị giết bởi hành động này. Chính quyền tại Lagos có thể tiếp tục tàn phá cộng đồng lịch sử này để tái phát triển những gì bây giờ được xem như bờ sông chính của thành phố.